# Il fortunato inganno
Personnages
- Lattanzio Lattrughelli, chef d'une troupe de chanteurs d'opéra (basse buffo)
- Aurelia, sa femme, prima donna (soprano)
- Fulgenzia del Folletto, seconde chanteuse (soprano)
- Eugenia, nièce d'Aurelia (soprano)
- Fiordelisa, chanteuse (mezzo-soprano)
- Ortensio Franceschetti, colonel de cavalerie (basse)
- Edoardo, lieutenant, neveu du colonel (ténor)
- Bequadro, compositeur de la troupe (basse)
- Vulcano, poète de la troupe (ténor)
- Biscaglino, basse (basse)
- Ascanio, domestique de Lattanzio (basse)
- Chœur de la troupe

Il fortunato inganno (L'heureuse tromperie) est un opéra-bouffe (opera buffa) en 2 actes, musique de Gaetano Donizetti, livret d'Andrea Leone Tottola, représenté pour la première fois au Teatro Nuovo de Naples le 3 septembre 1823.

## Histoire
De retour à Naples en mars 1823, Donizetti entreprit de travailler sur deux livrets du prolifique Andrea Leone Tottola : Alfredo il grande, un opera seria pour le San Carlo et Il fortunato inganno, opera buffa en deux actes destiné au Teatro Nuovo. Ce dernier eut sa première le 3 septembre et ne tint l'affiche que pendant trois représentations.

## Distribution
| Rôle | Type de voix  | Distribution lors de la première le 3 septembre 1823 |
| --- | ------------- | ---------------------------------------------------- |
| Lattanzio Lattrughelli, primo buffo e capo di una compagnia di cantanti Lattanzio Lattrughelli, première basse bouffe et chef d'une troupe de chanteurs | basse buffo   | Carlo Casaccia                                       |
| Aurelia, sua moglie, prima attrice Aurélie, sa femme, première chanteuse                                                                                | soprano       | Teresina Melas                                       |
| Fulgenzia del Folletto, seconda attrice Fulgence du Follet, seconde chanteuse                                                                           | soprano       | Francesca Checcherini                                |
| Eugenia, pupilla di Lattanzio e nipote d'Aurelia Eugénie, pupille de Lattanzio et nièce d'Aurélie                                                       | soprano       | Sra d'Auria                                          |
| Fiordelisa, attrice Fleurdelis, chanteuse | mezzo-soprano | Clementina Grossi                                    |
| Il colonello cavalier Ortensio Franceschetti Le colonel de cavalerie Ortensio Franceschetti                                                             | basse         | Giuseppe Fioravanti                                  |
| Il tenente Edoardo, suo nipote Le lieutenant Édouard, son neveu                                                                                         | ténor         | Marco Venier                                         |
| Il signor Bequadro, maestro di cappella impiegato presso la compagnia Lattrughelli M. Bécarre, maître de musique attaché à la compagnie Lattrughelli    | basse         | Carlo Moncada                                        |
| Vulcano, poeta della indicata compagnia Vulcain, poète de la troupe                                                                                     | ténor         | Raffaele Casaccia                                    |
| Biscaglino, basso della compagnia Biscaglino, basse de la troupe                                                                                        | basse         | Giuseppe Papi                                        |
| Ascanio, avvisatore della compagnia e cameriere di Lattanzio Ascanio, aboyeur de la troupe et domestique de Lattanzio                                   | basse         | Raffaele Sarti                                       |
| Coristi della compagnia. Chœur de la troupe. |               |                                                      |

## Argument
L'action se déroule dans une troupe d'opéra dirigée par Lattanzio Lattrughelli dont la pupille, Eugenia, est amoureuse d'un jeune lieutenant de cavalerie, Edoardo. Mais l'oncle de ce dernier, le colonel Franceschetti, ne veut pas le voir épouser une actrice. Aurelia, femme de Lattanzio et tante d'Eugenia, parvient à vaincre sa résistance grâce à l'« heureuse tromperie » évoquée dans le titre.

## Analyse
Selon Kaminski : « Le livret contient trop de dialogue parlé, mais Donizetti parvient à y [sic] montrer sa griffe satirique qu'il développera dans les Convenienze teatrali ». L'action de cet ouvrage de 1827, sur un livret du compositeur cette fois, se situe également dans une troupe d'opéra.
Dès le lever du rideau, l'ouvrage tourne en dérision le monde de l'opéra : le compositeur Bequadro (littéralement : bécarre), assis au piano, chante un air de son dernier opéra, Bella dea (Belle déesse), aux ornements particulièrement fleuris, en particulier une longue divagation sur l'explétif sans signification particulière deh ! (allegretto, 3/8). Il explique à Vulcano ses idées pour orchestrer son aria en imitant la clarinette, le hautbois et le trombone. Ensuite, le compositeur demande à Vulcano des conseils sur la manière de composer des roulades sur la voyelle U, ce qui donne à Vulcano l'occasion d'expliquer que, en rupture avec les usages passés, il est désormais permis de vocaliser sur I, O et U.
Entre ensuite la seconda donna Fulgenzia del Foletto, furieuse de son air qu'elle considère une aria di sorbetto (un air sans importance) et refusant de chanter ce qu'elle juge être des sottises (frottole). La basse, pour sa part, exige que son rondo soit transposé en la. Selon Ashbrook : « l’introduzione met en scène les personnages de cette troupe avec de la vivacité et Donizetti prend un plaisir évident à exploiter les possibilités offertes par cette satire, illustrant les idées musicales avec netteté et esprit. »
Deux des personnages (Lattanzio et le poète Vulcano) parlent et chantent en napolitain, selon les conventions en usage à l'époque.

## Discographie
| Année | Distribution (Lattanzio, Aurelia, Fulgenzia, Eugenia, Fiordelisa, Franceschetti)                 | Chef d'orchestre, Orchestre et chœur                                             | Label                                           |
| ----- | ------------------------------------------------------------------------------------------------ | -------------------------------------------------------------------------------- | ----------------------------------------------- |
| 1998  | Domecio Colaianni, Stefania Donzelli, Magali Damonte, Eun-Joo Lee, Madia Todisco, Nicolas Rivenq | Arnold Bosman, Orchestra Internazionale d'Italia, Chœur de chambre de Bratislava | CD Audio : Dynamic Italy Référence : B00000J2U2 |